# جدایی (فیلم ۱۹۸۰)
جدایی (به هندی: Judaai) فیلمی هندی محصول سال ۱۹۸۰ و به کارگردانی تاتیننی راما رائو است. در این فیلم بازیگرانی همچون جیتندرا، ریکا، آشوک کومار، دون ورما، ساچین، شوما آناند، ای. کی. هانگال، آشا ساچدو و آریونا ایرانی ایفای نقش کرده‌اند.